# Palazzo Bonadies Lancellotti
Palazzo Bonadies Lancellotti é um palácio localizado no número 66 da Via di San Pantaleo, no rione Parione de Roma. Construído no século XVI para a família Bonadies, este palácio passou pelas mãos das famílias Lancellotti e Vitteleschi. Atualmente está dividido internamente em módulos independentes para aluguel.